# Luke Steele (músico)
Luke James Steele (Perth, 13 de dezembro de 1979) é um cantor e compositor australiano. Steele é o vocalista e compositor principal da banda de rock alternativo The Sleepy Jackson, e é também membro da dupla de música eletrônica Empire of the Sun.

## Família
Steele é um membro de uma família musical. Seu pai, Rick é músico de harmônica e guitarrista, sua irmã Katy, é vocalista da banda de indie rock de Perth, Little Birdy, e seu irmão Jake, se juntou ao The Sleepy Jackson em 2008 para executar samples no computador e tocar teclado para a extinta banda de Perth, Injured Ninja. Seu outro irmão, Jesse, era membro original do The Sleepy Jackson.
Em 2006, Steele ficou noivo de uma editora de revista, Jodi (também conhecida como "Snappy Dolphin"), que também se juntou ao The Sleepy Jackson para uma turnê nacional da banda em 2008.

## Influências
Steele cita suas influências musicais, incluindo: The Cure, Elliott Smith, Paul McCartney, Michael Dempsey, John Lennon, Robert Smith, Brian Wilson, Carole King, James Taylor, The Four Freshmen, Kool and the Gang, Roger O'Donnell e Cole Porter.

## Prêmios e nomeações

### ARIA Awards

#### Empire of the Sun
As nomeações do ARIA Music Awards de 2009 foram anunciadas em 8 de outubro de 2009 e o Empire of the Sun recebeu seis indicações. Os vencedores foram anunciados no dia 26 de novembro de 2009, e o Empire of the Sun venceu em quatro categorias: álbum do ano, melhor lançamento pop, single do ano e melhor grupo. Em 2010, a banda foi indicada em três categorias mas não ganhou nenhum prêmio.
| Ano  | Receptor                                                                             | Premiação | Resultado |
| ---- | ------------------------------------------------------------------------------------ | --- | --------- |
| 2009 | Walking on a Dream                                                                   | Álbum do Ano (Album of the Year) | Venceu    |
| 2009 | Walking on a Dream                                                                   | Álbum Mais Vendido (Highest Selling Album)                                                                                              | Indicado  |
| 2009 | "Walking on a Dream"                                                                 | Single do Ano (Single of the Year) | Venceu    |
| 2009 | "Walking on a Dream"                                                                 | Single Mais Vendido (Highest Selling Single)                                                                                            | Indicado  |
| 2009 | "Walking on a Dream"                                                                 | Melhor Vídeo (dirigido por Josh Logue) (Best Video)                                                                                     | Venceu    |
| 2009 | "We Are the People"                                                                  | Melhor Vídeo (dirigido por Josh Logue) (Best Video)                                                                                     | Indicado  |
| 2009 | Empire of the Sun                                                                    | Melhor Grupo (Best Group) | Venceu    |
| 2009 | Empire of the Sun                                                                    | Melhor Lançamento Pop (Best Pop Release)                                                                                                | Venceu    |
| 2009 | Empire of the Sun e Donnie Sloan com Peter Mayes                                     | Produtor do Ano (Producer of the Year)                                                                                                  | Venceu    |
| 2009 | Aaron Hayward e David Homer from Debaser                                             | Melhor Arte de Capa (Best Cover Art) | Venceu    |
| 2009 | Peter Mayes                                                                          | Engenharia do Ano (Engineer of the Year)                                                                                                | Indicado  |
| 2010 | "Half Mast"                                                                          | Melhor Lançamento Pop (Best Pop Release)                                                                                                | Indicado  |
| 2010 | Walking on a Dream                                                                   | Melhor Álbum Popular Australiano do Ano (votação dos fãs) (Most Popular Australian Album)                                               | Indicado  |
| 2010 | Trilha sonora de Accidents Happen – Luke Steele, Empire of the Sun e The Middle East | Melhor Álbum de Trilha Sonora Original/Elenco/Show (Prêmio de Belas Artes) (Best Original Soundtrack/Cast/Show Album) (Fine Arts Award) | Indicado  |

## APRA Awards
O APRA Music Awards é apresentado anualmente desde 1982 pela Australasian Performing Right Association (APRA).
| Ano  | Receptor                                                         | Premiação                                                             | Resultado |
| ---- | ---------------------------------------------------------------- | --------------------------------------------------------------------- | --------- |
| 2010 | "We Are the People"                                              | Canção do Ano (Song of the Year)                                      | Indicado  |
| 2010 | Luke Steele, Jonathon Sloan, Nick Littlemore – Empire of the Sun | Descoberta de Compositor do Ano (Breakthrough Songwriter of the Year) | Venceu    |
| 2010 | "Walking on a Dream"                                             | Trabalho de Dança do Ano (Dance Work of the Year)                     | Venceu    |

### The Sleepy Jackson
- 2003 ARIA Awards para Álbum do Ano (Album of the Year) – Lovers
- 2003 ARIA Awards para Melhor Artista Novo - Single (Best New Artist – Single) – "Vampire Racecourse"
- 2003 ARIA Awards para Melhor Artista Novo - Álbum (Best New Artist – Album) – Lovers
- 2003 ARIA Awards para Melhor Álbum de Rock (Best Rock Album) – Lovers
- 2003 WAMI Award para Single ou EP Local e Mais Original Popular (Most Popular Local Original Single or EP) – Let Your Love Be Love
- 2003 ARIA Awards para Produtor do Ano (Producer of the Year) – Jonathan Burnside de Lovers
- 2006 ARIA Awards para Álbum do Ano (Album of the Year) – Personality - One Was a Spider, One Was a Bird)
- 2006 ARIA Awards para Melhor Arte de Capa (Best Cover Art) – Luke Steele e James Bellesini em "Love Police" de Personality)
- 2006 J Awards  – Personality - One Was a Spider, One Was a Bird